# 国家安全局 (尼日利亚)
国家安全局(英语：State Security Service，简称：SSS；也自称Department of State Services，DSS ）是尼日利亚的一个国家安全机关，也是国家安全组织(NSO) 的三个继承组织之一。该机构由尼日利亚总统管辖，直接向总统、总部位于阿布贾的国家安全顾问办公室报告其活动。

## 授权
国家安全局的使命是保护和捍卫尼日利亚联邦共和国免受国内威胁，维护和执行尼日利亚刑法，并向联邦和州执法机构提供领导和刑事司法服务。 国家安全局还负责保护总统、副总统、参议院议长、众议院议长、州长和副州长、他们的直系亲属、其他高级政府官员、前总统及其配偶、某些著名候选人总统、副总统和州长的办公室，以及来访的外国国家元首和政府首脑。 国家安全局不断适应尼日利亚不断变化的安全威胁所需的各种角色，包括反恐和反叛乱。
其主要职责在国内，包括反情报、医学情报、化学、生物、放射性、核和爆炸物威胁、经济情报、国内安全、反恐和监视以及调查其他类型的严重犯罪行为。国家。它还负责保护高级政府官员，特别是总统、副总统、州长以及来访的国家元首和政府首脑及其各自的家人。

## 历史
易卜拉欣·巴班吉达 ( Ibrahim Babangida)履行其作为总统的首次全国讲话中做出的承诺之一，于 1986 年 6 月发布了第 19 号法令，解散了国家安全组织(NSO)，并将尼日利亚安全部门重组为联合办公室下的三个独立实体。国家安全协调员。国家安全局 (SSS) 负责国内情报，由局长伊斯梅拉·格瓦尔佐 ( Ismaila Gwarzo)和副局长 AK Togun 中校负责。国家情报局（NIA）负责处理外部情报和反情报。国防情报局（DIA）负责尼日利亚境内外的军事相关情报。 该机构的第一个总部位于拉各斯伊科伊阿沃洛沃路15号；该网站目前是经济和金融犯罪委员会(EFCC) 的所在地。在萨尼·阿巴查将军执政期间，国家安全局总部最终迁至阿布贾，总部大楼被非正式地称为“黄屋”，位于阿布贾迈塔马阿苏大道三兵区的北缘。
根据1998年总统公告，SSS作为国防部内的一个部门运作，并受国家安全顾问的控制。
2020年9月29日， 《人民公报》独家报道，用长篇报道揭露了比奇领导的国家安全局人员招募中存在裙带关系和徇私舞弊的行为，该报道被称为“国家安全局招募丑闻”。该报告援引了包括该机构在职人员在内的许多消息来源，提供了数据，说明该机构如何忽视官方招聘程序，偏袒来自总干事地方政府地区和尼日利亚北部地区的个人，而不是南部地区。  尼日利亚南部和中部地区的领导人批评了这一过程，并威胁要为此起诉国家安全局和总干事。  

### 国家安全局总干事
| SSS 总干事                 | 服务条款                     |
| -------------------------- | ---------------------------- |
| 阿尔哈吉·伊斯梅拉·格瓦尔佐 | 1986 年 6 月 – 1990 年 9 月  |
| 阿尔伯特·霍斯法尔酋长      | 1990 年 9 月 – 1992 年 10 月 |
| 彼得·恩瓦杜阿酋长          | 1992 年 10 月 – 1998 年 6 月 |
| 卡约德·阿雷上校(RTD)       | 1999 年 5 月 – 2007 年 8 月  |
| 阿法克里亚·加扎玛          | 2007 年 8 月 – 2010 年 9 月  |
| 伊塔·埃克佩永              | 2010 年 9 月 – 2015 年 7 月  |
| 拉瓦尔·穆萨·道拉           | 2015 年 7 月 – 2018 年 8 月  |
| 马修·塞耶法(Ag)            | 2018年8月7日 – 2018年9月14日 |
| 优素福·马加吉·比奇         | 2018 年 9 月 14 日 – 至今    |

## 运营

### 成功案例
国家安全局在履行其主要内部安全职责方面相当成功。该机构成立初期曾于 1993 年逮捕了试图通过尼日利亚-贝宁边境进入尼日利亚的埃及炸弹袭击者奥马尔·穆罕默德·阿里·雷扎克 (Omar Mohammed Ali Rezaq) 。雷扎克因 1985 年领导阿布·尼达尔集团轰炸埃及航空飞机而被美国通缉，随后在收到国务院的正式请求后，他被移交给美国。 
2010年10月，国家安全局在拉哥斯的阿帕帕港截获大量来自伊朗的武器弹药；尽管联合国对伊朗实施了武器禁运，但情况仍然如此。这些包括火箭弹、炮弹和迫击炮在内的武器被隐藏在13个集装箱中，谎报为“建筑材料”，据称尼日利亚被用作转运目的地，而冈比亚是这些武器的最终目的地。 
据报道，该机构还渗透到该国一些宗教极端主义团体，包括博科圣地教派。 2001 年 9 月，总部位于拉各斯的穆斯林非政府组织 Tabliq 邀请的六名巴基斯坦改宗者因涉嫌违反移民法在贝努埃州被捕，随后于 11 月 18 日被驱逐出境。
SSS 在尼日利亚打击绑架方面也取得了一些成功，逮捕了一些绑架者并营救了受害者。 2011年10月，该机构从绑匪的藏身处救出了埃多州Orhionmwon地方政府辖区圣伯纳德天主教堂Eguaholo教区牧师西尔维斯特·楚库拉神父(Rev. Fr Sylvester Chukwura)。绑匪被赎金引诱，随后遭到 SSS 特工的伏击。与此同时，SSS还在江户州逮捕了另一名绑匪Binebi Sibete，他被描述为臭名昭著的绑匪和杀手。比内比因在 2010 年杀害一名国家安全局特工以及在格莱格勒烧毁州政府巡逻艇而受到通缉。 

### 批评
尽管“内裤炸弹袭击者”乌马尔·法鲁克·阿卜杜勒·穆塔拉布的父亲此前曾就其儿子对美国的激进观点向安全官员发出警告，但安全局仍因允许乌马尔·法鲁克·阿卜杜勒·穆塔拉布登上西北航空公司从拉各斯起飞的航班而受到批评。  SSS 为其辩护称，穆塔拉布先生的父亲并未告知其儿子们所谓的激进信仰，该机构表示，穆塔拉布先生的父亲实际上已与美国驻阿布贾大使馆的官员进行了交谈，并寻求了一名前尼日利亚人的帮助。国家安全顾问。 SSS 认为，美国当局没有分享高级穆塔拉布先生向他们提供的信息，前国家安全顾问也没有联系该机构，因此他们无法根据他们不掌握的信息采取行动。
2011 年 8 月 26 日阿布贾联合国大楼爆炸事件后，该机构也受到严厉批评。与伊斯兰马格里布基地组织(AQIM) 有联系的博科圣地组织声称对造成 24 人死亡的汽车炸弹袭击负责； 该教派一直在打击博科圣地叛乱，该叛乱是由于其领导人被捕后被警察杀害而开始的。在报纸刊登报道称该机构事先从美国人那里收到了有关爆炸事件的情报后，尼日利亚公众对该机构的批评变得更加严厉。这条新闻后来被证明是假的，因为据透露，实际上是 SSS 从博科圣地内部消息来源收到了关于阿布贾即将发生的袭击的可靠情报。情报指出主要政府建筑和部委为目标，该机构随后提高了阿布贾的警戒级别，并建议驻该市的外交使团和国际组织对其工作人员和场所采取充分的安全预防措施。联合国关于该事件的最终报告起诉了驻阿布贾的联合国驻地安全顾问及其副手，他们被指控玩忽职守，因为他们已获得“关于可能发生的自杀式袭击的充分情报”，但他们未能实施适当的保障措施。两人随后均被解除职务。 
2011年11月初，尼日利亚媒体报道称美国政府发布了尼日利亚旅行警告。 据报纸报道，旅行警告包括对外籍人士经常光顾的阿布贾主要酒店进行炸弹袭击的威胁。这个故事立即引起了民众的恐慌，并指责安全机构（包括国家安全局）无能。该报道还声称，美国大使发表声明解释说，美国直接发出警告是因为尼日利亚安全机构未能根据之前与他们分享的情报采取行动。最后，当国家安全顾问奥沃耶·安德鲁·阿扎齐将军要求提供证据证明美国人确实发出过这样的警告，或者美国大使实际上说过媒体上所说的话时，局势才得到控制。 。 事实证明这个故事是假的，对酒店的威胁实际上是几个月前国家安全局对可能的威胁进行的情报分析，并在政府圈子里流传。 国家安全局未能及时、适当地管理信息，导致公众对该组织失去信心。

### 伤亡
该机构已经失去了一些执行任务的特工，虽然死亡人数通常不会被公开，但有些案件确实得到了媒体的提及。 2010 年 10 月 1 日，在尼日利亚阿布贾举行的 50 周年庆祝活动期间，一枚汽车炸弹炸死了该机构的一名助理主任和一名经济和金融犯罪委员会(EFCC) 特工 Tahir Zakari Biu 先生，当时他们正试图清除路边废弃的车辆。距庆祝活动地点数公里。  尼日尔三角洲解放运动（MEND）声称对此次袭击负责。 SSS能够追踪到袭击中使用的汽车的注册信息，随后在拉各斯逮捕了嫌疑人，该行动的主谋亨利·欧卡被南非当局逮捕，并以恐怖主义罪名在南非接受审判。 2007 年 4 月 13 日，一名在 Onyema Ugochukwu 先生（2007 年人民民主党（PDP）阿比亚州州长候选人）的贴身保护人员中工作的安全保护官员（SPO）在一次针对其校长的企图暗杀行动中被枪杀。保镖头部和手部中弹。 2013年，该国中带地区纳萨拉瓦州逮捕了Ombatse邪教组织领导人的一次拙劣的安全行动，许多人声称他拥有超自然力量，用于残害其他族裔群体，特别是富拉尼人，导致数十名安全人员丧生。人员死亡，其中包括不少于 6 名 SSS 人员，据称被神秘力量杀害
2013 年 2 月，特别安全局捣毁了一个由伊朗控制者领导的恐怖组织，该组织正在收集情报，以便将来袭击该国的美国和以色列目标。 

## 武器装备
截至2010年，SSS战斗人员/安全保护官员（SPO）使用的标准突击步枪是以色列军事工业公司生产的IMI Tavor Tar-21突击步枪和FN P90个人防护武器FN F2000突击步枪，两者均由以色列军事工业公司FN 埃斯塔勒生产； 这些步枪取代乌兹冲锋枪成为 SSS 的主要攻击武器。特工们还使用伯莱塔、格洛克和勃朗宁等多家制造商生产的各种侧武器和手枪。
由于尼日利亚东北部博科圣地叛乱引发的爆炸事件激增，该机构还部署了 Basix Technologies 的车载反向散射 X 射线筛查仪，用于检测简易爆炸装置(IED)。在反恐任务中，该机构还使用移动式简易爆炸装置干扰器在体育场等公共场所以及在车队中使用的移动配置中提供 VIP 保护。
由于尼日利亚的GSM移动电话用户群异常庞大，并且绑架者和恐怖分子使用手机作为主要通信手段，因此该机构必须开发电话拦截能力。 IMSI 号码捕捉器和信号测向仪已被部署用于拦截和跟踪 GSM 和卫星电话通信。
该机构拥有一支由装甲豪华轿车和SUV组成的车队，用于运送总统、副总统和来访的政要。该机构还使用福特汽车公司、丰田和雷克萨斯生产的其他车辆，主要是SUV 。

## 也可以看看
- 国家情报局(NIA) – 负责外国情报和反情报行动
- 国防情报局（DIA）——负责军事情报。